# Comillas
Comillas település Spanyolországban, Kantábria autonóm közösségben. Comillas Valdáliga, Udías, Alfoz de Lloredo és Ruiloba községekkel határos. Lakosainak száma 2146 fő (2024).

## Népesség
A település népessége az elmúlt években az alábbi módon változott:
| Lakosok száma | 2336 | 2373 | 2467 | 2464 | 2439 | 2320 | 2195 | 2141 | 2126 | 2146 |
|               | 2001 | 2004 | 2007 | 2009 | 2012 | 2014 | 2017 | 2019 | 2022 | 2024 |